# سالاسا
سالاسا (به ایتالیایی: Salassa) یک کومونه در ایتالیا است که در استان تورین واقع شده‌است.

## خصوصیات
سالاسا ۵٫۰ کیلومترمربع مساحت و ۱٬۷۷۱ نفر جمعیت دارد و ۳۶۱ متر بالاتر از سطح دریا واقع شده‌است.